# 電線類地中化

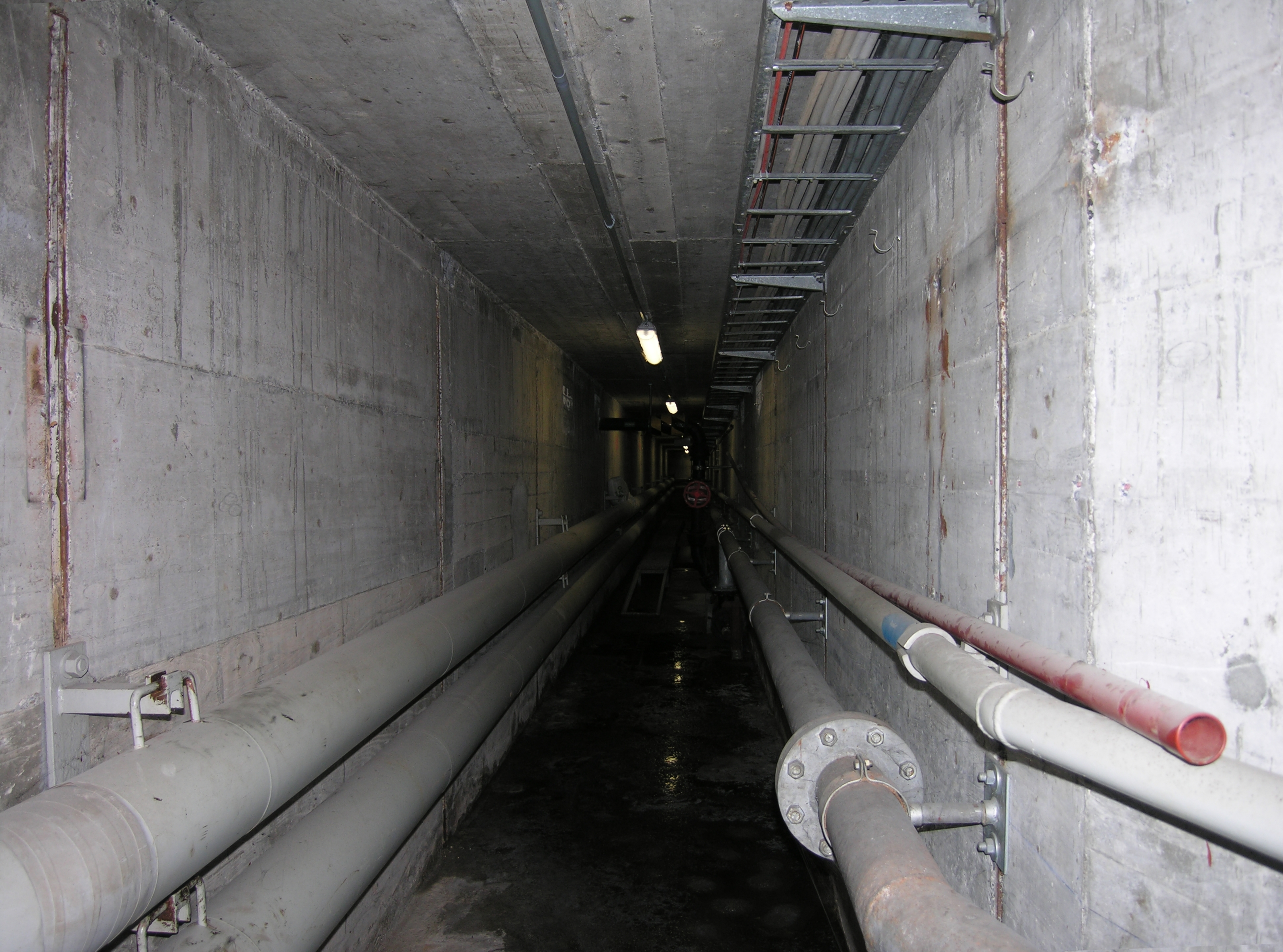
チューリッヒの共同溝の内部

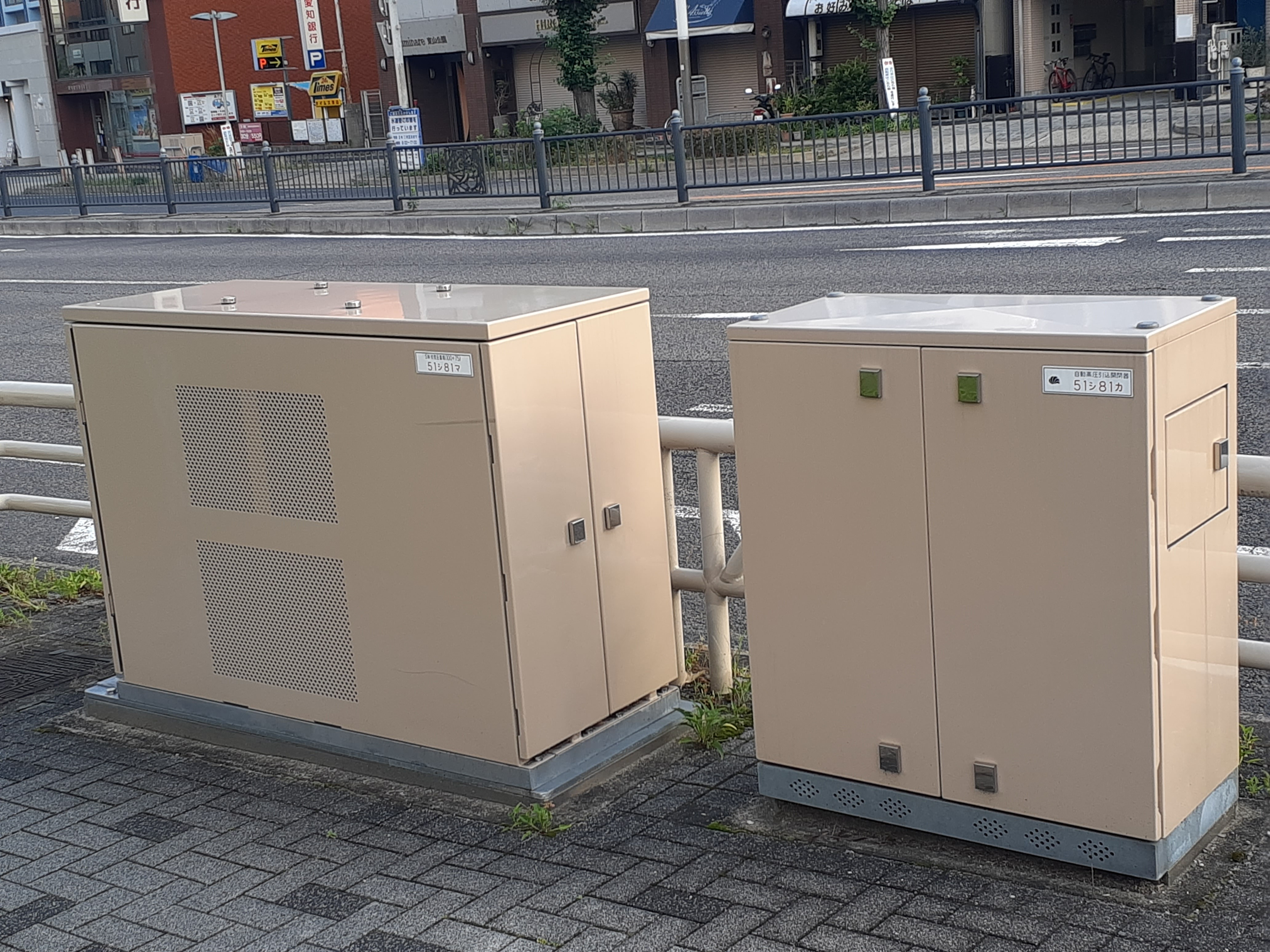
電線類地中化が行われているところでは変圧器が地上にある（名古屋市千種区東山通の広小路通（県道60号）にて）。

電線類地中化（でんせんるいちちゅうか）とは電線（電力線・通信線等）および関連施設を地中に埋設することである。電線地中化、電柱地中化などとも言う。無電柱化とはC.C.BOX等を設置し、その名のとおり道路上から電柱をなくすことであり、電線類地中化はその手法の一つである。無電柱化には電線類地中化以外に裏配線や軒下配線という手法もある。
景観の改善や防災、路上空間の確保などを目的に行われる。

## 無電柱化
無電柱化には以下のような手法がある。

### 電線類地中化による無電柱化
電線共同溝（C.C.BOX）などの施設を道路（主に歩道）に埋設し電線類を収容することで、道路上から電柱を無くす。
- 共同溝 - 電線共同溝も単に共同溝とも呼ばれるので区別するため、幹線共同溝と呼ばれることもある。
- CAB（キャブ） - ケーブルボックス (CableBox) の略で歩道等の地中にコンクリートボックス（ボックスカルバート）を埋設し、その中に電線管を多数収容する。ボックスは電力会社・NTT（東日本電信電話・西日本電信電話）・各電線事業者が共同で使用し電線管のみ各事業者が布設し使用する。電線管の増管などの際掘削することなく作業ができる利点がある。
- C.C.BOX（電線共同溝） - Communication（通信）、Community（地域、共同）、Compact（小型） Cable（電線）Box（箱）の略でCABとは異なり、電線管がそのまま埋設されている。最近ではCABよりこの方式での整備が主流となっている。
- 単独地中化 - 電力会社・NTTなどが独自に地中化を実施する。祭りの山車が通行する道路などは架空ケーブルとの接触を防止するため、地中化されているところもある。
- 洞道 - 電力会社・NTTなどが設置した管路のうち、人が立ち入れるほどの大型のもの。
- 直接埋設 - 電線や通信ケーブルを共同溝や専用管路に入れずにそのまま埋める工法。ヨーロッパの都市での利用実績がある。共同溝等と比べて安価で施工期間も短いという利点があるが、交通量や地震の頻度の多い日本では耐久性は未知数であり、京都市が左京区東一条通で実験的施工を行っている[1]。

### 電線類地中化以外の無電柱化

#### 裏配線と軒下配線
主に、歴史的観光地などで用いられる。道路が狭く電線共同溝を設置する空間が確保できない等の理由により、地中化できない場合に用いられることの多い手法である。
裏配線
無電柱化したい道路にある電線類を裏道に移動して、元の道路から電柱をなくす。裏道には本来必要のない電線を配置することになる。通りの裏に道がない場合、私有地（裏側）に電柱（支柱）を立てて配線する方法もある。
軒下配線
電線を沿道家屋の軒下や軒先を橋渡しのイメージで配線するもので電柱不要となる手法。ただし問題点として電力線は漏電による火災の危険性があり、それらの電線類は火災や震災などで途中の家屋が被災すると断線の可能性も指摘されている。また通信線は中継家屋による盗聴の可能性により保安に影響するなどが指摘されている。日本では法的に軒下配線しようとする沿道住民の全てが合意しなければ実施できず実施後も沿道家屋の売買により所有者が変更したとき、新たな所有者が軒下配線を拒否すると再び電柱を建てる必要がある。
これらの手法を用い私有地内の電柱（支柱）・家屋を中継して配線した場合は配線工事や点検・修理などの際、許諾を得て私有地内に立ち入る必要があるなど公道の電柱に比べ何かと手間取ることが多くなる。
このような家屋の裏側・外壁などに配線する手法は、ヨーロッパの都市部では古くから一般に用いられている。日本では一斉に建築される建て売り住宅などに用いられている場合もある。

## ソフト地中化

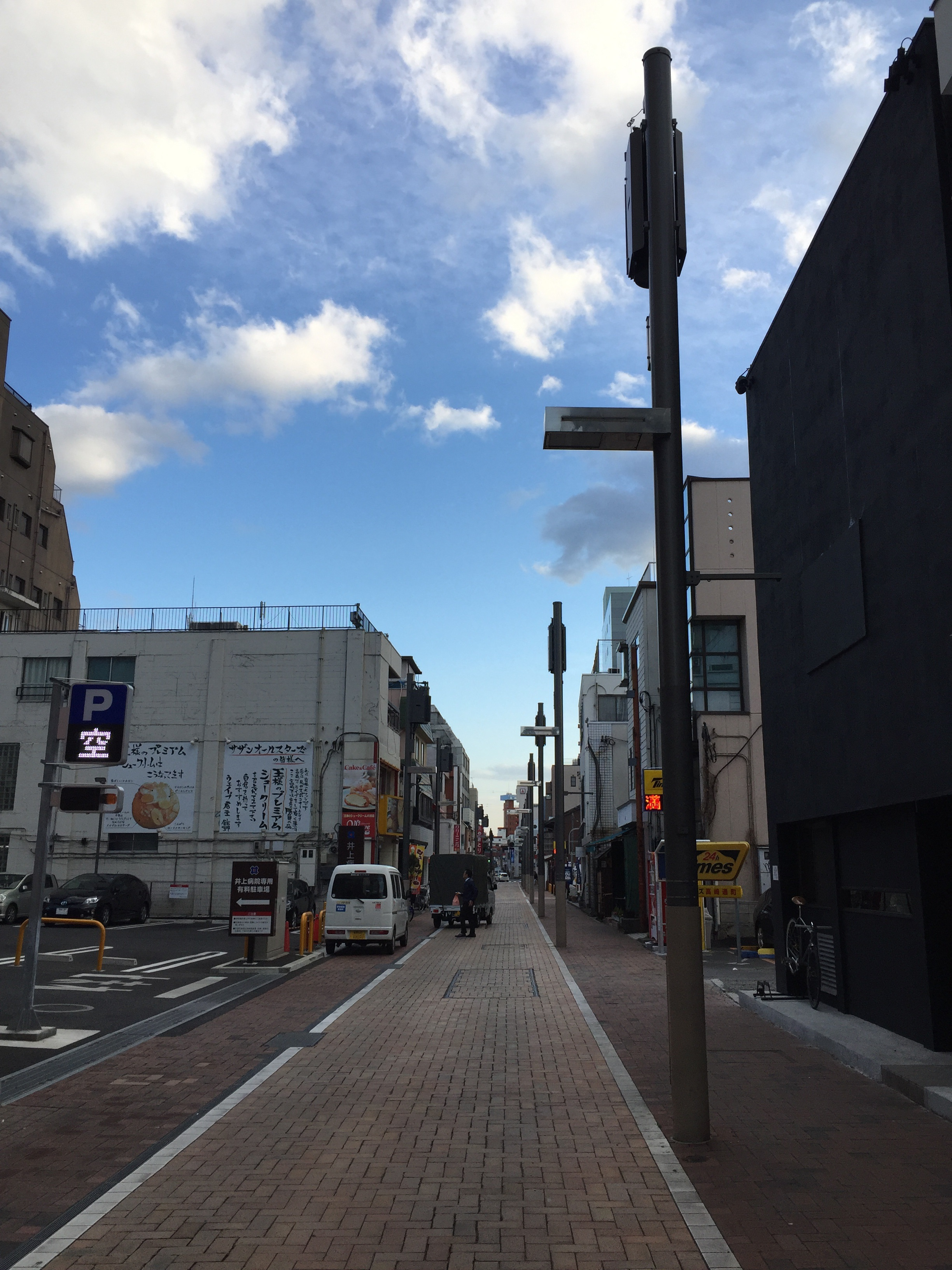
ソフト地中化の施工例(群馬県高崎市)

道路上にある電線類を地中化するという点では電線類地中化と同じであるが、電線類地中化に必要となる地上機器（変圧器やペデスタルボックス）の設置場所が確保できない等の理由により、電柱を撤去できない場合に用いられる手法で、電線は地中化するが電柱は残るという中途半端なものである。
電柱が残るのでは地中化の意味が薄いようにも見えるが、耐震性の向上などの効果はある。架線がなく照明の付いた電柱は半ば街灯と化す。そのため、電柱を街灯にカモフラージュさせる手法もある。ソフト地中化は無電柱化よりもむしろ電線類地中化の概念に含まれる手法である。

## 日本における取組み
日本では、1928年に初めて電線地中化が行われた。兵庫県芦屋市に高級住宅街として造成された六麓荘町において導入されたものである。
その後、1986年度から1998年度までに、全国で約3,400kmの地中化が達成されている。これまでは整備しやすい大都市の幹線道路で行われてきた。しかし、1999年度からの事業計画では、これに加え重要伝統的建造物群保存地区などの歴史的な街並みを保全すべき地区や、バリアフリー重点整備地区などの良好な住環境を形成すべき地区なども対象として広げている。本格的な法整備として、1995年度に「電線共同溝の整備等に関する特別措置法」（平成7年3月23日法律第39号）が制定され、電線共同溝の建設及び管理に関する事項等が定められた。
2016年12月9日には、小池百合子が発足人となって作られた無電柱化推進議員連盟、無電柱化小委員会によって作成された「無電柱化推進法案」が無電柱化の推進に関する法律として成立した。
2015年に、国土交通省は道路法第37条を改正し、災害時の輸送で重要となる道路として指定された道路では電柱の新設が事実上認められないこととなった。これを受け、国は直轄国道全線、東京都は都が管理する道路全線を対象道路として指定した。市区町村でも静岡市、浜松市、さいたま市などで同様の取り組みが広がっている。また、2019年4月に道路法施行規則が改正され、道路事業や市街地開発事業が実施される場合も電柱の新設が制限されることとなった。
2017年6月に、東京都は東京都無電柱化推進条例を制定し、都が管理する都道及び指定区間外国道において電柱の新設を禁止した。また、東京都港湾管理条例を一部改正し、臨港道路全線において電柱の新設を禁止するとともに、電柱の新設禁止エリアを東京港や島しょのふ頭敷地等へ拡大した。
2019年5月に、国土交通省は、電力会社や通信会社に電柱を撤去させるため、特定の道路において一定の猶予期間を設けそれ以降は道路上の占有を許可しない制度を新設すると発表した。
2020年2月に、東京都は都道の無電柱化を2040年代に完了すると発表した。和歌山県高野町では2020年3月現在で町内の80％の路線で無電柱化を終え、町内全域の無電柱化を目指している。

### 無電柱化の現状
- 国土交通省の調査によると、ロンドンやパリ、ベルリン、香港、台北、シンガポールなどの都市では無電柱化がほぼ完了、ソウル、ジャカルタでも高くなっているのに対して、日本の無電柱化率は幹線道路（国道・都道府県道）に限っても全国平均は15%と大きく立ち遅れている[8]。平成25年度末の各県別では、最も進んでいるのが東京都で約4.6%、次に兵庫県の約2.7%、遅れているのが青森県、香川県の約0.5%、茨城県の約0.4%である。これは国土交通省が各道路管理者より聞き取りをしたもので、全道路（高速自動車国道及び高速道路会社管理道路を除く）のうち、電柱、電線類のない延長の割合である[9]。
- トンネルを作ったが5年以上も電柱が撤去されていないままの災害時緊急輸送道路が、8都府県の47か所あることが、2014年の会計検査院の調べで判明した[10]。

## 地中化の利点
- 通りの景観が改善される。

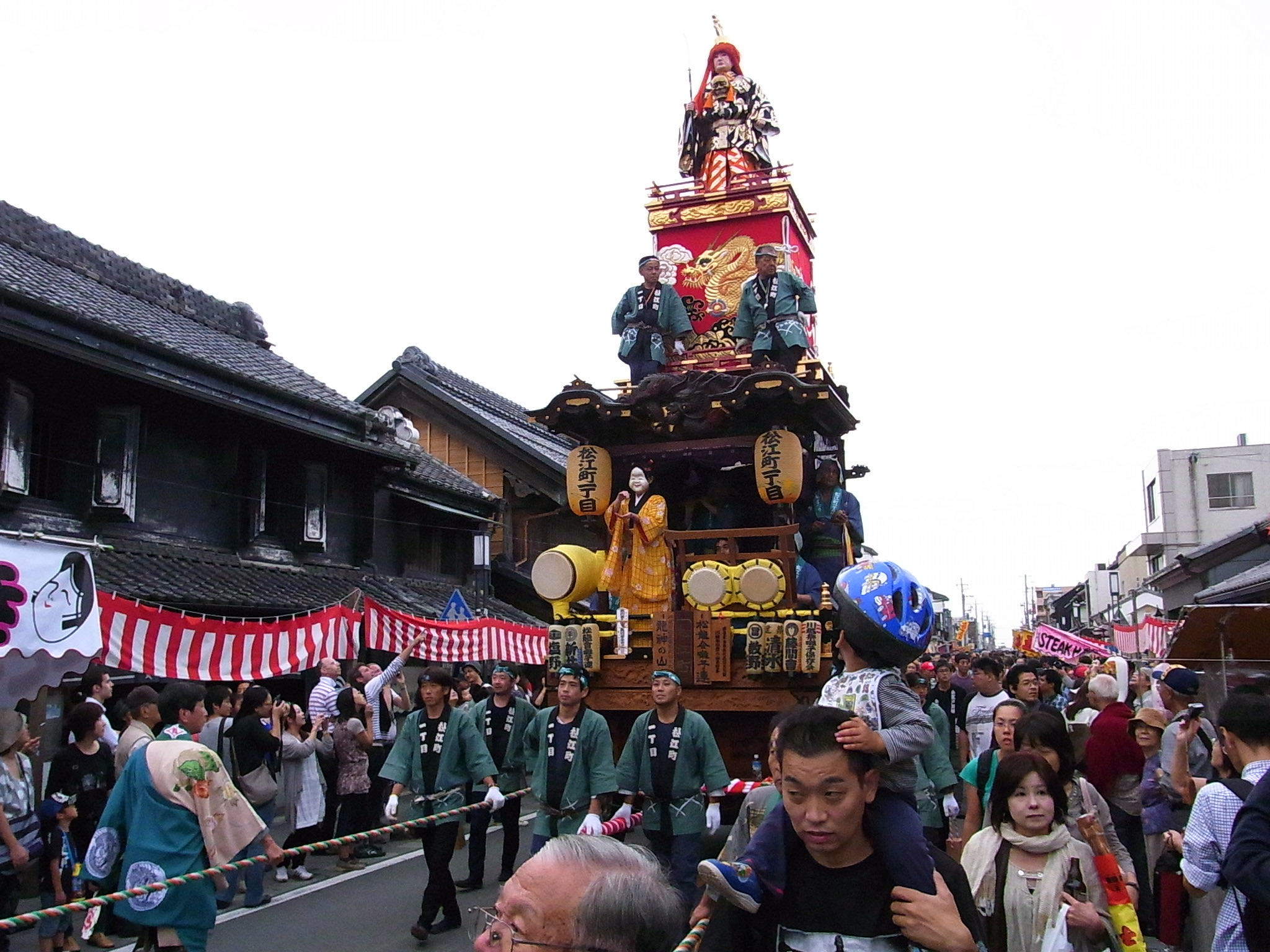
川越一番街の川越氷川祭（2010年10月16日撮影）

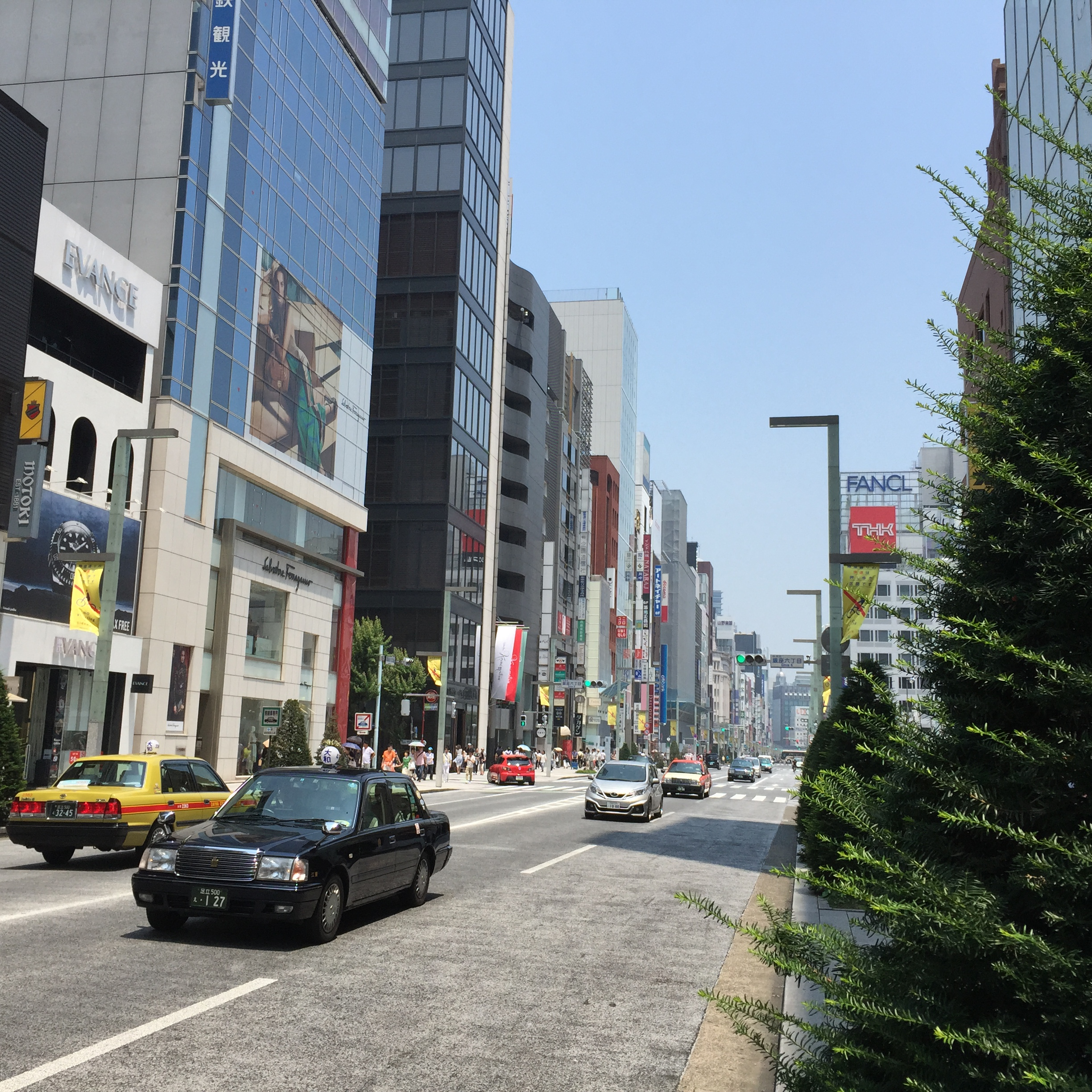
電柱を地中化した通り(銀座6丁目付近)

  - 奈良県奈良市の三条通りでは景観形成の向上・快適な通行空間の確保などを目的とし電線類地中化が進められた[11][12]。
- 歴史的・伝統的な町並みがよみがえることで、地域経済が活性化される。
  - 埼玉県川越市の川越一番街では、電柱・電線によって隠れていた蔵造りのまちなみがよみがえり、それまで年間150万人であった観光客数が400万人に増加している[13]。
  - 三重県伊勢市のおはらい町では、電柱・電線によって破壊されていた伊勢の伝統的な木造建築の町並みをよみがえらせた。この結果、1992年に約35万人まで落ち込んでいた通りの往来者は、1994年に200万人に急増し、2008年には400万人を超えるようになった[13]。
- 住宅地としての資産価値（地価）やブランド価値が向上する。都市部における新規造成を伴う宅地開発においては、予め電線地中化を行うことが主流となってきている。
  - 株式会社ジオリゾームと不動産鑑定士の共同研究によると、電線類地中化は宅地価格に対して、約7%プラス影響を与えると報告されている[14]。
  - 兵庫県芦屋市の六麓荘町では、開発の当初からガス、水道のみならず電気、電話を地下に埋設するという構想の下に住宅地の造成が進められた結果、芦屋市でも最も高級な住宅地として知られている[13]。
  - 奈良県奈良市の近鉄あやめ池住宅地では、「あやめ池」の地域価値を向上するために、一部エリアで共同溝を設けて電線等を地下に配置している[15]。
  - JR津田沼駅南口土地区画整理事業では、35haの土地区画整理を行い、その地区全体の電線類を無電柱化している[16]。
- 台風や地震といった災害時に電柱が倒れたり、垂れ下がった電線類が消防車などの緊急用車両の通行の邪魔をする危険がなくなり防災性が向上する[17]。また、地中の設備には耐水性がある為、水害に対する防災力も高まる[18]。
- 地中化された電線は、架空線に比べ大幅に地震で破損しにくくなる。そのため災害時の情報通信回線の被害が軽減し、ネットワークの安全性・信頼性が向上する。
  - 阪神・淡路大震災では震度7の地域で、電柱の停電率は10.3%であったが、地中線は4.7%であり、電柱に対する地中線の被害率は45.6%と低かった[17]。
- 電柱類が道幅を狭めることがなくなるので、ベビーカーや車いすが通りやすくなり、バリアフリー化の一環として無電柱化が行われる[17]。
- 電柱に衝突した場合、死亡に至る確率が10倍に増えると言われている。
- 電線復旧作業時は歩道の蓋を開けて地下に入り作業を行うことが出来る為、簡略化される[18]。

## 地中化の欠点、課題
- 目視によって傷んだ電線類を断線前に発見できなくなるため、破損・断線箇所が特定しにくくなる。そのために復旧が遅れることもある[19]。
- 関西電力三宮営業所に勤務していた松村幹雄は、阪神・淡路大震災の際には「地中線は断線の調査や修理に倍以上の時間がかかった」と証言している[20]。
- 初期費用（増設費用）が電柱方式に比べて高い。地中での整備費は1キロメートル当たり4億から5億円と電柱方式の約20倍（電気事業連合会）[20]もの予算を必要とする。
- 電線地中化により地上に設置される変圧器は電柱よりも大きいため、道路の幅が狭い場合は設置箇所に苦慮する[注釈 2][注釈 3]。
- 道路に電柱がなくなると、地下管路を経由して電線やケーブルを建物に引き込むことになるが、その割高な工事費を道路管理者に支払う必要がある管路使用料がネックとなり光ケーブル（光ファイバー）等の敷設を拒む通信会社（ケーブルテレビ局）が存在している。
- 電線類を地中化する際には、道路や私有地内での調査や工事などが必要になる。これは数か月にわたることもある。また、私有地内にも管路などのスペースを必要とすることがあるため、既存の建物の構造上など物理的な問題[注釈 4]や土地の権利関係の問題[注釈 5]について地元住民の理解を得る必要がある。
- 地中には既設埋設物として、都市ガス管や上水道下水道管などがある。地面を掘り返す際には、電線の他にガスや上水道・下水道の管理計画と連動する必要がある。また、明治期頃に埋設されたガス管などは正確な位置がわかっていないことがある。
- 修理の際に道路の掘り返しが必要になり、それにより道路が凹凸になる。道路の凹凸をなくすための定期的な再舗装のコストも増える[21][要検証 – ノート]。
- 同じ地域（町内）にもかかわらず、電柱の有無により電線の引き込み費用や導入可能なケーブルなどに格差が生じている。法整備が進んでおらず電柱がなくなることへの補償制度が確立されていないこともあり、前述のように概して電柱のない場合に費用が高くなり導入可能な電線類も限定されることになる

## 備考
- 欧米は電線類地中化の先進国と言われているが正確には無電柱化率である。大都市では地中化されていることが多いが、見えないよう裏庭などに配線されている場合もある。また、これは必ずしも景観上の配慮だけではない。例えばニューヨークでは被覆技術がまだなく、切れた電線に感電する事故が多かったため、ロンドンでは街灯を設置する際、ガス灯は地中化せねばならず、ガス灯との競争において公平を期すため電灯でも地中化することを義務付けたため等である。また、郊外では電柱や電線が用いられている[22][23]。
- 「日本は電線類地中化の後進国であり、行政は電線類地中化に消極的である」と言われもするが、後者はそうとは言えず、むしろ国土交通省などは旗を振り積極的に推進している[24][20][19]。地中化には様々な欠点・課題があるにもかかわらず行政が積極的に進めているのは「箱物」「バラマキ」といった批判を受けにくいことから、工事がやりたいからではないのかとの指摘もある[20][25]。ただし、無電柱化に対する国の事業費は2010年度で約800億円程度[26]であり、道路予算全体の予算規模（約4兆3,000億円）からすると、それほど大きい規模ではない。
- 公共事業には建設・保守などの費用のほとんどが税金であるものが多いが、電線類地中化においては電力会社・通信会社などがおよそ3割の費用を負担している[20]。そのため費用負担による経営への影響や[注釈 6]、負担割合の不公平感などにより事業者の足並みがそろわなかったり前述の情報格差を生むことになっている。また新規の電線類引き込み工事などは一般にも負担がかかる場合があるため、税金でほとんどが行われる種の公共事業ではない。そのため行政には推進しやすい側面があるが、財政難の地方自治体では費用に苦慮する場合もある[20]。
- 富山県立山町では、立山駅周辺の電線を地中化するために、国の社会資本整備総合交付金のほかに、ふるさと納税型クラウドファンディング（約3000万円）を活用。2022年春に完成したが、電柱8本のうち6本を撤去、移設するために要した全体事業費は約9600万円となった[27]。

## 主な電線共同溝（C・C・BOX）メーカー
- ゼニス羽田
- 那須電機鉄工
- 積水化学工業
- クボタケミックス
- 土井製作所
- サンレック